# Selina Chönz

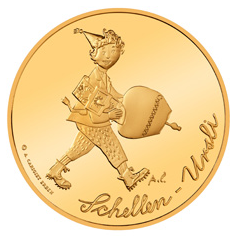
Le personnage d'Ursli sur une pièce de monnaie commémorative suisse

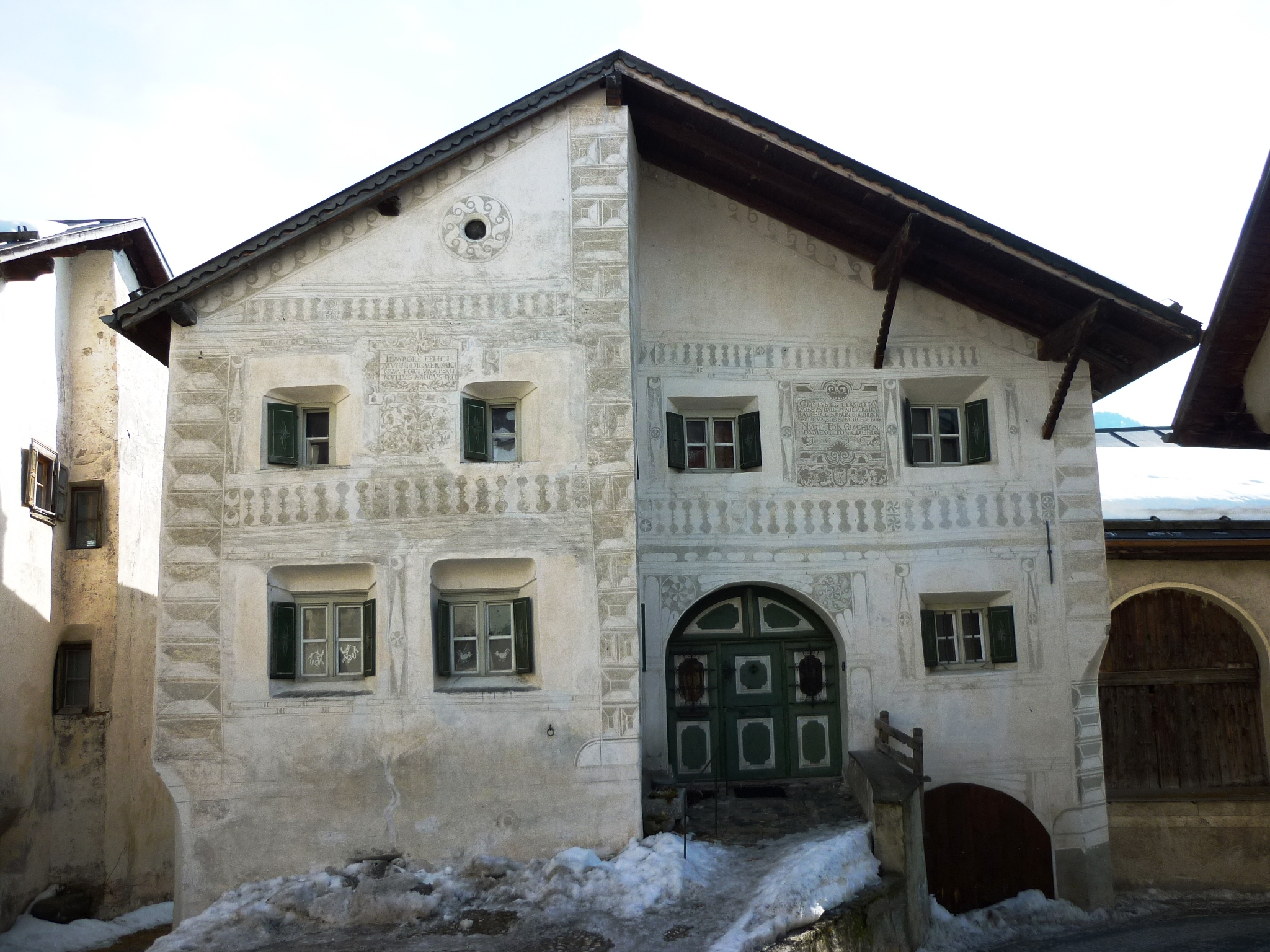
La maison Schellenurslihaus à Guarda

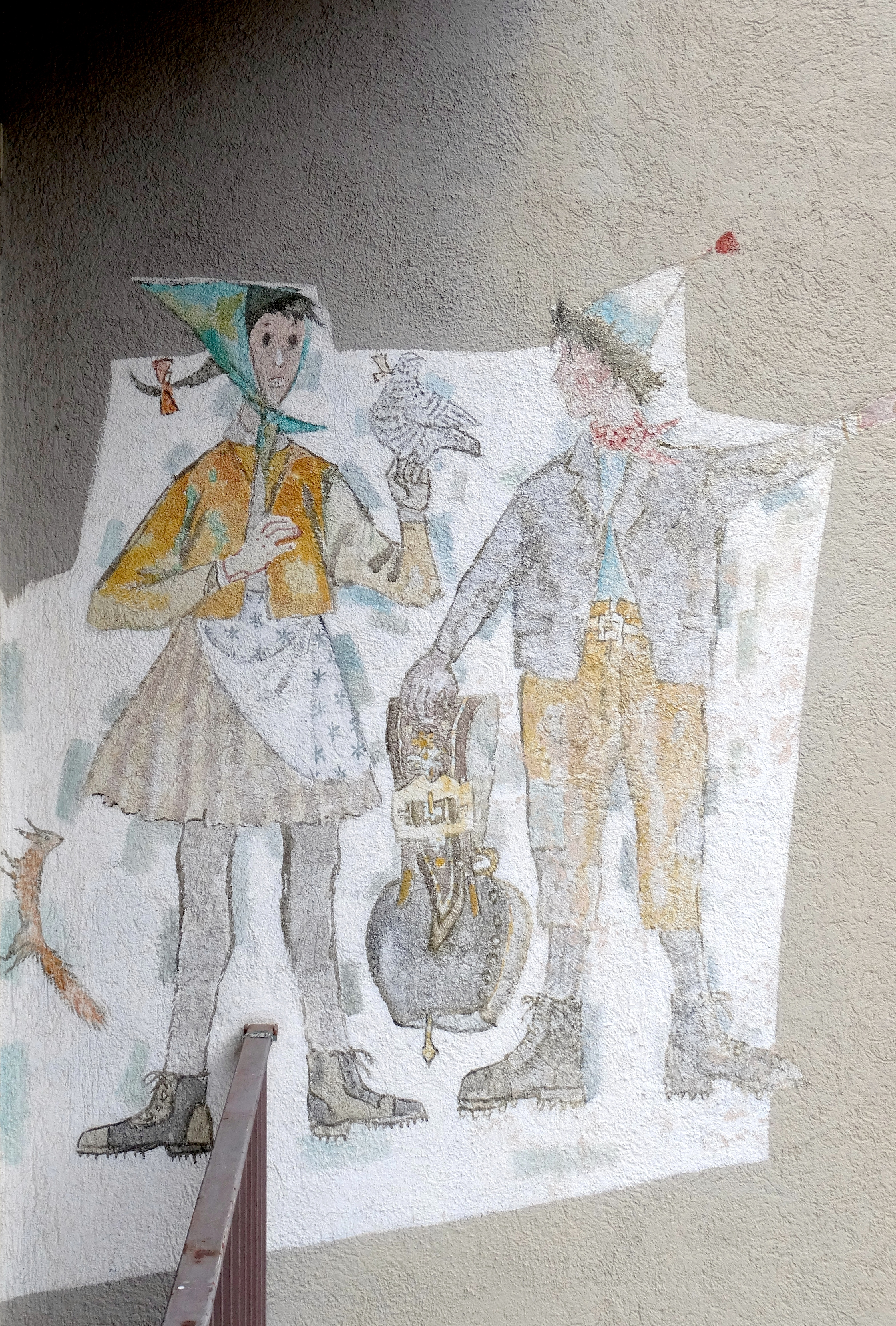
Flurina et Schellenursli

Selina Chönz, née le 4 août 1910 à Samedan et morte dans le même village le 17 février 2000, est une écrivain suisse, connue pour son roman pour enfants Une cloche pour Ursli (Schellen-Ursli).

## Publications

### Contes
- La chastlauna. (1940)
- Il purtret da l’antenat. (1943)
- La scuvierta da l’orma. Novellenband (1950)

### Livres pour enfants
- Selina Chönz (Erzählung), Alois Carigiet (Illustration), Schellen-Ursli, Ein Engadiner Bilderbuch. 32. Auflage. Orell Füssli, Zürich, 2015,  (ISBN 978-3-280-01644-2)
- Flurina und das Wildvöglein (1952) Illustriert durch Alois Carigiet.
- Der grosse Schnee (1957) Illustriert durch Alois Carigiet.

## Filmographie
- Schellen-Ursli, 1964.
- Une cloche pour Ursli, 2015.